# Leucula meganira
Leucula meganira là một loài bướm đêm trong họ Geometridae.